# Canción de amor (álbum)
Canción de amor es un álbum recopiltario de las canciones inspiradas por el amor durante la dilatada carrera de la banda chilena Los Jaivas. El CD, con versiones remasterizadas de los temas ya disponibles en los álbumes del grupo, fue lanzado durante 2005.

## Contenido
La compleja evolución musical de Los Jaivas ha sido acompañada por diversas temáticas en su desarrollo; las letras han tocado desde los juegos poéticos más puros e inocentes hasta cantos a la muerte y a la desolación humana. Sin embargo, como en la creación de todos los artistas, el amor, como la más importante emoción humana, ha estado presente de manera constante en la inspiración de los letristas de la banda. A sugerencia del sello Sony BMG Music Entertainment, Los Jaivas elaboraron una selección de los principales temas inspirados por el amor a lo largo de su carrera. Así, se presentan canciones relativas al amor de pareja ("Debajo de las higueras", "Como tus ríos te recorren"), al amor de padre a hija ("Alegría de mi amor"), al amor religioso ("Virgen del amor"), al amor platónico ("Niña serrana"), a la amistad perdida ("Si tú no estás"), entre otros.
Como señala el periodista Víctor Fuentes en la revista Alta Fidelidad de noviembre de 2005, "este compilado resalta un repertorio (con excepción de "Mira niñita" y "La conquistada"), que no ha tenido presencia permanente en los conciertos, y logra demostrar la solidez de una obra, en la que ninguna canción ha nacido por obligación, o sin una profunda razón de existir.".

## Lista de temas
Letra y música de todos los temas: Los Jaivas (excepto donde se indica)
Arreglos de todos los temas: Los Jaivas
1. "Ayer Caché" – 4:31
  - Coros: Julio Numhauser, Tito Ibarra
2. "Debajo de las Higueras" – 3:27
  - Trompeta: Kako Bessot
3. "Lluvia de Estrellas" (Eduardo Parra, Los Jaivas) – 5:41
4. "Solitarios de un Beso" – 4:26
5. "Vergüenza Ajena" – 4:31
6. "Bolerito" – 0:25
  - Voz: Geraldo Vandré
7. "Aguamarina" – 4:03
8. "Como Tus Ríos Te Recorren" – 5:01
  - Charango: Luis Núñez
  - Coros: Leonardo Droguett
9. "La Conquistada" – 7:06
10. "Si Tú No Estás" – 3:44
11. "Virgen del Amor" (Eduardo Parra, Los Jaivas) – 3:26
12. "Alegría de Mi Amor" – 5:08
13. "Huaynito de la Mañana" – 1:31
14. "Un Día de Tus Días" – 3:08
  - Silbido: Héctor
  - Coros: Jano y D'Artagnan
15. "Niña Serrana" (Raúl Pereira, Juan Luis Pereira) – 4:18
16. "Mira Niñita" – 6:52
  - Guitarra acústica y Charango: Patricio Castillo
17. "Elqui" (Eduardo Parra, Los Jaivas) – 6:00

## Músicos
- Gato Alquinta – Voz, Guitarra eléctrica, Guitarra acústica, Charango, Flauta dulce, Flauta piccolo, Tarka, Trutruca, Tumbadoras, Güiro
- Gabriel Parra – Batería, Tumbadoras, Bombo legüero, Pandereta, Tambor nortino, Timbales cromáticos, Maracas, Trutruca, Coros
- Claudio Parra – Piano, Celesta, Clavinova PF100/150, Zampoña, Maracas, Triángulo, Teclados Yamaha DX7, Ronald D70, Sampler Casio FZ1
- Eduardo Parra – Teclados Korg 01WFD, Yamaha DX7, Ronald D70, Órgano, Piano, Celesta, Bongó, Maracas, Claves, Cascabeles, Zampoña
- Mario Mutis – Voz, Bajo, Guitarra acústica, Cencerro

- Juanita Parra – Batería, Capachos, Coros en "Niña Serrana"
- Aurora Alquinta – Coros en "Niña Serrana"
- Julio Anderson – Bajo en "La Conquistada", Coros en "Un Día de Tus Días"
- Pájaro Canzani – Bajo, Timbaletas y Shake en "Aguamarina", Coros en "Un Día de Tus Días"
- Marcelo Muñoz – Batería y Batería electrónica en "Solitarios de un Beso", "Si Tú No Estás" y "Niña Serrana"
- Fernando Flores – Bajo en "Lluvia de Estrellas" y "Virgen del Amor"; Bongó, Güiro y Cencerro en "Virgen del Amor"
- Carlos Cabezas – Violín en "Alegría de Mi Amor"

## Personal
- Ingeniero de masterización, restauración y montaje: Joaquín García (Estudios Clio, Santiago, Chile, mayo de 2005)
- Arte de carátula: Óleo "La Conquistada", perteneciente a Aymara Olivares
- Ilustraciones y Logo de Los Jaivas: René Olivares
- Fotografía del óleo: Estudio Juan Pablo Montalva, fotógrafa Isabel Iris
- Fotografías: Francisco Rivera, Alberto Valín, Juan Ignacio Valdivieso, Pitón Balmaceda, Edmundo Lhorente, Mónica Sobrado, Fotógrafo de la Plaza Comodoro Rivadavia, archivo de Los Jaivas

## Enlaces
- Web oficial del álbum Archivado el 11 de septiembre de 2006 en Wayback Machine.

- Datos: Q5747223